# Femeie în înfruntarea destinului
Kadın (din turcă, cu sensul de Femeie, transmis în limba română de Happy Channel ca Femeie în înfruntarea destinului) este un serial de televiziune turcesc, bazat pe serialul dramatic japonez Femeie (Woman) din 2013. În rolurile principale au interpretat actorii turci Özge Özpirinçci, Caner Cindoruk și Bennu Yıldırımlar. A avut premiera pe canalul turc Fox la 24 octombrie 2017.
Serialul s-a încheiat la 4 februarie 2020 după 81 de episoade de-a lungul a trei sezoane.

## Prezentare
Acest serial urmărește viața lui Bahar, o tânără văduvă cu doi copii. A fost abandonată de mama ei la vârsta de 8 ani și mai târziu a rămas și fără bunici. Acum, singură, Bahar îl întâlnește pe Sarp, de care se îndrăgostește nebunește, dar îl pierde și pe acesta după câțiva ani împreună. Bahar pleacă cu cei doi copii ai ei, Nisan și Doruk. Împreună, ei transformă viața într-un joc, sărăcia în distracție și absența în bucurie. Ea crede că atunci când cineva are un zâmbet pe față, inima răspunde tot cu un zâmbet. Uneori, vorbește cu fotografia lui Sarp despre toate necazurile ei, amintindu-și de viața fericită împreună.
Bahar a renunțat la propria viață pentru copiii ei. Mama ei Hatice revine în viața ei după 20 de ani de absență. Bahar vrea să se apropie din nou de mama ei, dar sora ei vitregă Șirin încearcă să împiedice acest lucru. Pentru a proteja bunăstarea mentală a lui Șirin, Hatice îi întoarce iar spatele lui Bahar, chiar dacă Bahar are nevoie de ea. Lui Enver, soțul lui Hatice, îi pasă de Bahar și încearcă să o ajute. Cea mai bună prietenă a lui Bahar, Yeliz, o ajută și ea. În curând, Bahar întâlnește noi vecini, pe Arif și Ceyda. Arif este fiul proprietarului care i-a închiriat apartamentul lui Bahar. Ceyda o refuză inițial pe Bahar, dar mai târziu o ajută pe Bahar să supraviețuiască după ce a aflat care este viața ei.
Între timp, Bahar suferă de durere și leșină de mai multe ori. Când întâlnește un medic, află că suferă de anemie aplastică și are nevoie de un transplant de măduvă pentru a-și salva viața. Bahar încearcă să-și ascundă starea de sănătate de toată lumea din cauza problemelor sale financiare și sociale, dar toate cunoștințele sale află în curând despre acest lucru și, de asemenea, află că măduva osoasă a sorei sale vitrege, Șirin, este compatibilă pentru transplant.
Între timp, se dezvăluie că Sarp este în viață, pretinzând că este un om pe nume Alp Karahan. El este căsătorit cu Pırıl și are copii gemeni. Tatăl lui Pırıl, Suat, îl informează pe Sarp că Bahar și copiii ei au murit acum 4 ani, ceea ce este o minciună inventată de Șirin. Pentru a-i demonstra acest lucru, Suat i-a arătat morminte false lui Sarp, acesta a crezut că sunt adevărate. Curând, Sarp o întâlnește pe Șirin. Este dezvăluit că Șirin era îndrăgostită de Sarp acum 4 ani și ea a fost motivul accidentului de pe feribot al lui Sarp. Suat o răpește pe Șirin pentru a-l împiedica pe Sarp să afle că Bahar este în viață.
Starea lui Bahar se agravează și este internată într-un spital. Arif are acum sentimente pentru Bahar și acesta o cere de soție. Într-o zi, Doruk îl vede pe Sarp peste drum și îl numește tată. Sarp este confuz și vine să-l vadă pe Doruk în casa lui Enver. Se întâlnește cu Enver și află că Bahar și copiii săi sunt încă în viață. Sarp este șocat, realizând că Suat l-a mințit. Merge la spital și se întâlnește cu Nisan și Doruk. Sarp află despre situația lui Bahar și o aduce înapoi pe Șirin ca să doneze măduvă osoasă pentru Bahar. După însănătoșirea lui Bahar, ea îl întâlnește pe Sarp după ce a fost separată ani de zile de acesta. Ea îl acceptă pe Sarp, neștiind că s-a recăsătorit. Dar după ce a aflat acest lucru, Bahar încearcă să-l ignore. Într-o noapte, Sarp vine să-i ia pe Bahar și pe copiii săi pentru a merge în casa lui Pırıl, dar niște ucigași decid să-l urmărească ca să-l împiedice. Sarp scapă cu Bahar și cu copiii săi din casa lui Bahar atunci când ucigașii o înconjoară. Din păcate, prietena sa Yeliz este împușcată și moare. Bahar, care nu știe despre acest lucru, locuiește acum în casa lui Pırıl împreună cu copiii ei. Când află de moartea lui Yeliz, ea se prăbușește și îl învinovățește pe Sarp. Ea încearcă să plece cu Nisan și Doruk, dar este oprită de Sarp. Sarp îi dezvăluie lui Bahar cum a căzut din feribot și cum Șirin și Suat l-au mințit despre Bahar și copiii săi. Bahar este șocată și îl iartă.
Într-o zi, Bahar leșină pe drum și Hatice, Sarp și Arif încearcă să o ducă la spital. În timp ce Arif conducea mașina, el provoacă un accident major. Cei patru sunt răniți grav și sunt duși în grabă la spital. Bahar își revine, dar Hatice moare. Șirin oprește pe ascuns perfuzia intravenoasă conectată la Sarp care este adormit și moare. Bahar își pierde mama și soțul pentru a doua oară și Șirin îl învinovățește pe Arif pentru moartea lor. Șocată, Bahar se ocupă de înmormântarea lui Sarp și Hatice în timp ce Arif este arestat.
3 luni mai târziu, Bahar trăiește liniștită cu copiii ei. Arif este eliberat din închisoare. Enver și Șirin se mută într-o casă nouă, în apartamentul lui Bahar, după ce locuința lor a ars. Lui Enver îi e dor de Hatice și vorbește cu ea când este singur. Șirin le spune lui Nisan și Doruk că Arif i-a ucis în mod intenționat pe Sarp și Hatice. Nisan și Doruk îl ignoră pe Arif, dar după ce au aflat adevărul, se aliază cu acesta. Între timp, Șirin face rost de o slujbă de chelner la un restaurant al lui Emre, care era șeful Ceydei. Fiul lui Emre, Satilmiș, o consideră pe Ceyda ca pe mama sa, în timp ce Ceyda se luptă cu Dursun pentru a obține custodia fiului ei, Arda. Satilmiș câștigă în secret bani pentru a-l ține pe Arda într-o casă. Odată ce Ceyda află acest lucru, ea are o cădere și apoi îl consideră ca pe copilul ei.
Ceyda se angajează ca servitoare în casa lui Fazilet, care este scriitor. Ea are grijă de Raif, fiul cu dizabilități al lui Fazilet. Fazilet o întâlnește pe Bahar și îi cere să-i împărtășească povestea ei. Fazilet scrie povestea lui Bahar, denumind cartea Kadın (Femeie). Bahar este surprinsă să vadă cartea cu povestea vieții sale.
Curând, Arif își dă seama că Sarp a fost ucis de Șirin după ce i-a auzit glasul într-o înregistrarea vocală. Odată ce Bahar a aflat acest lucru, ea o urmărește pe Șirin, care a plecat de acasă și se cazează la un hotel. Îl cheamă pe Enver să o recunoască, iar Șirin este arestată de poliție și este închisă într-un spital de psihiatrie. Între timp, relația dintre Arif și Bahar devine mai puternică atunci când Raif și Ceyda se îndrăgostesc. Bahar și Ceyda intenționează să se căsătorească în aceeași zi. Bahar, Arif, Ceyda, Raif, Enver, Nisan și Doruk sărbătoresc împreună fericiți.
La ceremonia de prezentare a cărții Kadın (Femeie), Bahar povestește cum și-a gestionat viața în timp ce s-a confrunta cu numeroase greutăți. La spitalul de psihiatrie, Șirin citește fiecare cuvânt din cartea despre Bahar și regretă ce i-a făcut acesteia. În cele din urmă, Bahar și copiii ei sunt lăudați și apreciați de toată lumea.

## Distribuție și personaje

### Roluri principale
- Özge Özpirinçci ca Bahar Çeșmeli - fiica lui Hatice; fiica vitregă a lui Enver; sora vitregă a lui Șirin; prima soție a lui Sarp; soția lui Arif; mama lui Nisan și Doruk
  - Su Burcu Yazgı Coșkun ca tânăra Bahar
- Caner Cindoruk ca Sarp Çeșmeli / Alp Karahan - fiul lui Julide; Soțul lui Bahar și Pırıl; tatăl lui Nisan, Doruk, Ali și Ümer (mort)
- Bennu Yıldırımlar ca Hatice Sarıkadı - mama lui Bahar și Șirin; soția lui Enver (mort)
- Seray Kaya  în rolul Șirin Sarıkadı - fiica lui Hatice și Enver; sora vitregă a lui Bahar
- Kübra Süzgün ca Nisan Çeșmeli -  fiica lui Sarp și Bahar; sora lui Doruk; fiica adoptivă a lui Arif
  - Dila Nil Yıldırım ca tânărul Nisan
- Ali Semi Sefil ca Doruk Çeșmeli - fiul lui Sarp și al lui Bahar; fratele lui Nisan; fiul adoptiv al lui Arif

### Roluri secundare
- Șerif Erol ca Enver Sarıkadı - soțul lui Hatice; tatăl lui Șirin; tatăl vitreg al lui Bahar
- Feyyaz Duman ca Arif Kara - fiul lui Yusuf; fratele vitreg al lui Kismet; soțul lui Bahar; tatăl adoptiv al lui Nisan și Doruk
- Ayça Erturan ca Yeliz Ünsal - cea mai bună prietenă al lui Bahar; mama lui Asli și Tunc (moartă)
- Gökçe Eyüboğlu ca Ceyda Așçıoğlu - vecina și prietena lui Bahar; soția lui Raif; mama Ardei; mama adoptivă a lui Satilmiș
- Ece Özdikici / Pinar Çağlar Gençtürk ca Dr. Jale Demir - medicul lui Bahar; soția lui Musa; mama lui Bora
- Ahu Yağtu ca Pırıl Çeșmeli / Karahan - fiica lui Suat; a doua soție a lui Sarp; mama lui Ali și Ümer
- Devrim Özder Akın ca Musa Demir - soțul lui Jale; tatăl lui Bora
- Demir Beyitolgu ca Bora Demir - fiul lui Musa și Jale; cel mai bun prieten al lui Doruk
- Elif Naz Emre ca Elif - colegul de clasă al lui Nisan care a batjocorit-o
- Mehetan Parıltı ca Satilmiș - fiul lui Emre; fiul adoptiv al lui Ceyda și Raif; prietenul lui Nisan și Doruk
- Kerem Yozgatli ca Arda - fiul lui Ceyda; fiul adoptiv al lui Raif; prietenul lui Nisan și Doruk
- Oktay Gürsoy ca Dr. Sinan - prietenul lui Jale; doctorul lui Bahar
- Yașar Uzel ca Yusuf Kara - tatăl lui Arif și Kismet; proprietarul locuinței lui Bahar
- Sinan Helvacı ca Raif Așçıoğlu - soțul Ceydei; fiul lui Fazilet
- Hümeyra ca Fazilet Așçıoğlu - mama lui Raif care a încurajat-o pe Bahar
- Sinem Uçar ca Ferdane - prietena lui Bahar
- Tuğçe Altuğ ca Kismet Avcı - fiica lui Yusuf; sora vitregă a lui Arif; este un avocat
- Sahra Șaș ca Berșan - fosta logodnică a lui Arif
- Resit Berker Enhos ca Ziya - profesorul de artă al lui Șirin
- Semi Sırtıkkızıl ca Levent - logodnicul lui Șirin
- Gazanfer Ündüz ca Suat - Tatăl lui Pırıl (mort)
- Rana Cabbar ca Seyfullah - tatăl lui Umran
- Caner Çandarlı ca Münir - bodyguardul lui Sarp
- Melih Çardak ca Hikmet - șeful Ceydei; soțul lui Umran
- Selim Aygün ca Peyami - secretarul lui Hikmet
- Șebnem Köstem ca Jülide Çesmeli - mama lui Sarp care a fost ucisă de Suat (mort)
- Sevinç Meșe ca Füsun - iubita lui Sinan
- Canan Karanlık ca Ümran - soția lui Hikmet

## Episoade
| Sezon | Total episoade | Nr. de episoade | Premiere          | Premiere         |
| Sezon | Total episoade | Nr. de episoade | Prima difuzare    | Ultima difuzare  |
| ----- | -------------- | --------------- | ----------------- | ---------------- |
| 1     | 32             | 1 - 32          | 24 octombrie 2017 | 5 iunie 2018     |
| 2     | 32             | 33 - 64         | 2 octombrie 2018  | 28 mai 2019      |
| 3     | 17             | 65 - 81         | 1 octombrie 2019  | 4 februarie 2020 |

## Premii și nominalizări
A primit Premiul Special la Festivalul Internațional de Dramă din Tokyo din 2018. În același an a primit două premii (pentru cea mai bună actriță și cel mai bun actor) și a avut patru nominalizări la Premiile Fluturele de Aur din İstanbul care sunt acordate de Hürriyet.
| An   | Premiu                                      | Categorie              | Nominalizare                     | Rezultat     |
| ---- | ------------------------------------------- | ---------------------- | -------------------------------- | ------------ |
| 2018 | Festivalul Internațional de Dramă din Tokyo | Premiul Special        | Femeie în înfruntarea destinului | Câștigat     |
| 2018 | Premiile Fluturele de Aur                   | Cea mai bună actriță   | Özge Özpirinçci                  | Câștigat     |
| 2018 | Premiile Fluturele de Aur                   | Cel mai bun actor      | Kübra Süzgün and Ali Semi Sefil  | Câștigat     |
| 2018 | Premiile Fluturele de Aur                   | Cel mai bun serial TV  | Kadın                            | Nominalizare |
| 2018 | Premiile Fluturele de Aur                   | Cel mai bun compozitor | Cem Tuncer                       | Nominalizare |
| 2018 | Premiile Fluturele de Aur                   | Cel mai bun scenariu   | Hande Altaylı                    | Nominalizare |
| 2018 | Premiile Fluturele de Aur                   | Cel mai bun regizor    | Nadim Güç                        | Nominalizare |